# ヘプタニトロキュバン
ヘプタニトロキュバン(Heptanitrocubane)とは爆薬の一種でキュバンに7個のニトロ基が付いた形をしている。オクタニトロキュバンよりもニトロ基が一つ少ない。
2008年現在では大量生産する方法が確立されていないため、爆薬としての能力は推定でしかないが、HMXを僅かに上回る性能を持つと予想されている。
1999年にシカゴ大学のフィリップ・イートンが初めて合成した。
オクタニトロキュバンは最後の８個目のニトロ基を導入するのにオゾン処理などの複雑な手順が必要であるため、オクタニトロキュバンよりは合成は容易である。
言い換えれば、これはオクタニトロキュバンの最後の手順を処理していない化合物でもある。